# AEGON International 2016 - Qualificazioni singolare
Le qualificazioni del singolare dell'AEGON International 2016 sono state un torneo di tennis preliminare per accedere alla fase finale della manifestazione. Le vincitrici dell'ultimo turno sono entrate di diritto nel tabellone principale. In caso di ritiro di una o più giocatrici aventi diritto a queste sono subentrate le lucky loser, ossia le giocatrici che hanno perso nell'ultimo turno ma che avevano una classifica più alta rispetto alle altre partecipanti che avevano comunque perso nel turno finale.

## Teste di serie
1. Mónica Puig (qualificata)
2. Danka Kovinić (primo turno)
3. Mirjana Lučić-Baroni (qualificata)
4. Madison Brengle (qualificata)
5. Kirsten Flipkens (ritirata, ancora impegnata a Maiorca)
6. Zhang Shuai (ultimo turno, Lucky loser)
7. Varvara Lepchenko (qualificata)
8. Kateryna Bondarenko (qualificata)

1. Christina McHale (ritirata)
2. Irina Falconi (primo turno)
3. Louisa Chirico (primo turno)
4. Nicole Gibbs (primo turno)
5. Çağla Büyükakçay (primo turno)
6. Zheng Saisai (ultimo turno, Lucky loser)
7. Mariana Duque Mariño (primo turno)
8. Denisa Allertová (ultimo turno,  Lucky loser)

## Qualificate
1. Mónica Puig
2. Polona Hercog
3. Mirjana Lučić-Baroni
4. Madison Brengle

1. Alison Van Uytvanck
2. Ana Konjuh
3. Varvara Lepchenko
4. Kateryna Bondarenko

### Lucky loser
1. Zheng Saisai
2. Denisa Allertová

1. Anett Kontaveit
2. Zhang Shuai

## Tabellone qualificazioni

### Legenda
| - Q = Qualificato - WC = Wild card - LL = Lucky loser | - ALT = Alternate - SE = Special Exempt - PR = Protected Ranking | - w/o = Walkover - r = Ritirato - d = Squalificato |

### Sezione 1
|  | Primo turno | Primo turno      | Primo turno      | Primo turno | Primo turno |  |  | Ultimo turno | Ultimo turno     | Ultimo turno | Ultimo turno | Ultimo turno |  |
|  |             |                  |                  |             |             |  |  |              |                  |              |              |              |  |
|  | 1           | Mónica Puig      | Mónica Puig      | 7           | 7           |  |  |              |                  |              |              |              |  |
|  | WC          | Freya Christie   | Freya Christie   | 65          | 65          |  |  | 1            | Mónica Puig      | 6            | 4            | 6            |  |
|  |             | Magda Linette    | Magda Linette    | 1           | r           |  |  | 16           | Denisa Allertová | 3            | 6            | 2            |  |
|  | 16          | Denisa Allertová | Denisa Allertová | 5           |             |  |  |              |                  |              |              |              |  |

### Sezione 2
|  | Primo turno | Primo turno      | Primo turno      | Primo turno | Primo turno |  |  | Ultimo turno  | Ultimo turno  | Ultimo turno  | Ultimo turno | Ultimo turno |  |
|  |             |                  |                  |             |             |  |  |               |               |               |              |              |  |
|  | 2           | Danka Kovinić    | 7                | 3           | 2           |  |  |               |               |               |              |              |  |
|  |             | Maria Sanchez    | 5                | 6           | 6           |  |  | Maria Sanchez | Maria Sanchez | Maria Sanchez | 2            | 4            |  |
|  |             | Polona Hercog    | Polona Hercog    | 7           | 6           |  |  | Polona Hercog | Polona Hercog | Polona Hercog | 6            | 6            |  |
|  | 13          | Çağla Büyükakçay | Çağla Büyükakçay | 62          | 4           |  |  |               |               |               |              |              |  |

### Sezione 3
|  | Primo turno | Primo turno          | Primo turno          | Primo turno | Primo turno |  |  | Ultimo turno | Ultimo turno         | Ultimo turno         | Ultimo turno | Ultimo turno |  |
|  |             |                      |                      |             |             |  |  |              |                      |                      |              |              |  |
|  | 3           | Mirjana Lučić-Baroni | Mirjana Lučić-Baroni | 7           | 7           |  |  |              |                      |                      |              |              |  |
|  |             | Alison Riske         | Alison Riske         | 5           | 63          |  |  | 3            | Mirjana Lučić-Baroni | Mirjana Lučić-Baroni | 6            | 6            |  |
|  |             | Ol'ga Savčuk         | Ol'ga Savčuk         | 7           | 6           |  |  |              | Ol'ga Savčuk         | Ol'ga Savčuk         | 2            | 2            |  |
|  | 12          | Nicole Gibbs         | Nicole Gibbs         | 65          | 2           |  |  |              |                      |                      |              |              |  |

### Sezione 4
|  | Primo turno | Primo turno     | Primo turno     | Primo turno | Primo turno |  |  | Ultimo turno | Ultimo turno    | Ultimo turno | Ultimo turno | Ultimo turno |  |
|  |             |                 |                 |             |             |  |  |              |                 |              |              |              |  |
|  | 4           | Madison Brengle | Madison Brengle | 6           | 6           |  |  |              |                 |              |              |              |  |
|  | WC          | Katy Dunne      | Katy Dunne      | 3           | 3           |  |  | 4            | Madison Brengle | 6            | 1            |              |  |
|  | WC          | Laura Robson    | Laura Robson    | 7           | 6           |  |  | WC           | Laura Robson    | 4            | 0            | r            |  |
|  | Alt         | Xu Yifan        | Xu Yifan        | 5           | 64          |  |  |              |                 |              |              |              |  |

### Sezione 5
|  | Primo turno | Primo turno          | Primo turno          | Primo turno | Primo turno |  |  | Ultimo turno        | Ultimo turno        | Ultimo turno        | Ultimo turno | Ultimo turno |  |
|  |             |                      |                      |             |             |  |  |                     |                     |                     |              |              |  |
|  | Alt         | Anastasija Rodionova | Anastasija Rodionova | 1           | 1           |  |  |                     |                     |                     |              |              |  |
|  |             | Alison Van Uytvanck  | Alison Van Uytvanck  | 6           | 6           |  |  | Alison Van Uytvanck | Alison Van Uytvanck | Alison Van Uytvanck | 7            | 6            |  |
|  |             | Jaroslava Švedova    | Jaroslava Švedova    | 6           | 6           |  |  | Jaroslava Švedova   | Jaroslava Švedova   | Jaroslava Švedova   | 62           | 4            |  |
|  | 11          | Louisa Chirico       | Louisa Chirico       | 3           | 1           |  |  |                     |                     |                     |              |              |  |

### Sezione 6
|  | Primo turno | Primo turno          | Primo turno | Primo turno | Primo turno |  |  | Ultimo turno | Ultimo turno | Ultimo turno | Ultimo turno | Ultimo turno |  |
|  |             |                      |             |             |             |  |  |              |              |              |              |              |  |
|  | 6           | Zhang Shuai          | 3           | 6           | 6           |  |  |              |              |              |              |              |  |
|  |             | Donna Vekić          | 6           | 3           | 2           |  |  | 6            | Zhang Shuai  | Zhang Shuai  | 63           | 3            |  |
|  |             | Ana Konjuh           | 6           | 2           | 6           |  |  |              | Ana Konjuh   | Ana Konjuh   | 7            | 6            |  |
|  | 15          | Mariana Duque Mariño | 4           | 6           | 1           |  |  |              |              |              |              |              |  |

### Sezione 7
|  | Primo turno | Primo turno       | Primo turno       | Primo turno | Primo turno |  |  | Ultimo turno | Ultimo turno      | Ultimo turno | Ultimo turno | Ultimo turno |  |
|  |             |                   |                   |             |             |  |  |              |                   |              |              |              |  |
|  | 7           | Varvara Lepchenko | Varvara Lepchenko | 5           |             |  |  |              |                   |              |              |              |  |
|  |             | Sorana Cîrstea    | Sorana Cîrstea    | 4           | r           |  |  | 7            | Varvara Lepchenko | 6            | 1            | 6            |  |
|  | WC          | Jodie Burrage     | Jodie Burrage     | 2           | 5           |  |  | 14           | Zheng Saisai      | 1            | 6            | 0            |  |
|  | 14          | Zheng Saisai      | Zheng Saisai      | 6           | 7           |  |  |              |                   |              |              |              |  |

### Sezione 8
|  | Primo turno | Primo turno         | Primo turno         | Primo turno | Primo turno |  |  | Ultimo turno | Ultimo turno        | Ultimo turno | Ultimo turno | Ultimo turno |  |
|  |             |                     |                     |             |             |  |  |              |                     |              |              |              |  |
|  | 8           | Kateryna Bondarenko | Kateryna Bondarenko | 7           | 6           |  |  |              |                     |              |              |              |  |
|  |             | Carina Witthöft     | Carina Witthöft     | 6(1)        | 2           |  |  | 8            | Kateryna Bondarenko | 7            | 1            | 6            |  |
|  |             | Anett Kontaveit     | Anett Kontaveit     | 6           | 6           |  |  |              | Anett Kontaveit     | 5            | 6            | 4            |  |
|  | 10          | Irina Falconi       | Irina Falconi       | 0           | 0           |  |  |              |                     |              |              |              |  |